# Heinrich Böll
Heinrich Theodor Böll, nemški pisatelj in prevajalec, * 21. december 1917, Köln, ✝ 16. julij 1985,
Kreuzau-Langenbroich.
Böll velja za enega izmed najpomembnejših pisateljev nemškega povojnega obdobja. Leta 1972 je prejel Nobelovo nagrado za literaturo.

## Mladost in vojno obdobje (1917-1945)
Heinrich Böll se je rodil v južnem predelu Kölna, kot osmi otrok in tretji sin Viktorja Bölla, ki je bil mizar, ter mame Marie, rojene Hermann. V malomeščanski družini Böll je bilo odklanjanje nacionalsocializma samoumevno. Od leta 1924 do leta 1928 je obiskoval ljudsko katoliško šolo Raderthal in se kasneje prepisal na državno humanistično gimnazijo Friedricha-Wilhelma. Po maturi, leta 1937, je pričel s prakso knjižnega prodajalca v knjigarni Math v Bonnu, ki jo je po 11 mesecih prekinil. V tem času je širša javnost postala pozorna na njegove pisateljske podvige. Leta 1938 je bil za eno leto vpoklican v Delavsko organizacijo Nemškega rajha Reichsarbeiterdienst (RAD), ki je skrbela za predvsem za ekonomska in vzgojno izobraževlna področja v Tretjem rajhu. Leta 1939 se je vpisal na Univerzo v Kölnu, kjer je študiral germanistiko in klasično filologijo (v tem času je napisal svoj prvi roman Na robu cerkve (nem. Am Rande der Kirche), vendar je bil že poleti vpoklican v vojsko. Vojak je ostal vse do leta 1945, ko je pristal v ameriškem ujetništvu, iz katerega so ga izpustili septembra istega leta. Med dopustom leta 1942 se je Böll poročil z Anamarijo Čech, ki jo je poznal že dalj časa. Njun prvi sin Christoph je umrl že v prvem letu po rojstvu. Sinovi Raimund, Rene in Vincent so se rodili leta 1947, 1948 in leta 1950.

### Literarni začetki (1945-1950)
Med drugo svetovno vojno je Böll pisal pretežno pisma. Po koncu vojne pa je ponovno pričel z literarnim udejstvovanjem. Sproti je opravljal različna priložnostna dela. Ponovno se je vpisal na univerzo, vendar v glavnem le zaradi živilskih kart. V tem času je družino večinoma preživljala njegova žena, kar so ji kot učiteljici, omogočali njeni redni prihodki. Pod naslovom Križ brez ljubezni (nem. Kreuz ohne Liebe) je v juliju leta 1946 nastal njegov prvi povojni roman (prispevek za natečaj). V letu 1947 so bili prve kratke böllove pripovedi so bile objavljene v različnih revijah. Lahko jih označimo kot povojno ali domoljubno literaturo. Osrednje teme so izkušnje, pridobljene v vojni in razvoj družbe v povojnem času v Nemčiji. Nekatere najboljše kratke pripovedi so izšle leta 1950 v zborniku Popotnik prideš ti v Špa... (nem. Wanderer, kommst du nach Spa...). S tem si je Böll pridobil slavo kot avtor kratkih pripovedi. Druge kratke pripovedi iz obdobja po prvi svetovni vojni so bile resda v nekoliko predelani obliki, objavljene leta 1983 v zborniku Rana (nem. Die Verwundung). Za tisti čas pomemben vir je objavljeno dopisovanje z njegovim tesnim prijateljem in pisateljem Ernstom Adolfom Kunzom (oz. Philippom Wiebejem), ki ga je spoznal v času vojnega ujetništva v Franciji.

## Glavna dela (1951-1971)
V maju, leta 1951, svojem debitantskem nastopu pred Skupino 47 (nem. Gruppe 47), je doživel veliko odobravanje za svojo delo. Sicer je v tem času Böll že objavil nekatera svoja dela, vendar še niso naletela na večji odziv. Povabilo k sedmemu zasedanju v Skupini 47 je prišlo na pobudo Alfreda Anderscha. Böll je bral satiro Črne ovce (nem. Die schwarzen Schafe) in zmagal v tesnem odločanju proti Milu Doru. Pri svojem prvem nastopu je prejel denarno nagrado v višini 1000 nemških mark in avtorsko pogodbo pri založbi Kiepenheuer & Witsch. V naslednjih letih je pri Böllu nastopilo ustvarjalno obdobje. To dokazujejo številna dela, ki so izšla v tem času, kot na primer Kje si bil, Adam? (1951; sl. Janko Moder 1973), In ni rekel niti besede (1953; sl. Janko Moder 1978), Hiša brez varuhov (1954; sl. Janko Moder 1978), Irski dnevnik (1957; sl. Vital Klabus 1995), Zbrana molčanja doktorja Murkeja in ostale satire (Doktor Murkes gesammeltes Schweigen und andere Satiren (1958)), Biljard ob pol desetih (1959; sl. Dora Vodnik 1962), Klovnovi pogledi (1963; sl. Janez Gradišnik 1966) in Konec službene vožnje (1966; sl. Martina Rotar 1968).

## Javna osebnost in družbena angažiranost (ob koncu 1960-ih let)
V času, ko je Adenauer deloval kot razmeroma konservativni kancler, je Böll ohranjal bolj levo orientirani intelektualni profil. Leta 1970 je bil proglašen za predsednika kluba poetov, esejistov in novelistov Nemčije (PEN-klub), kar je ostal vse do leta 1972. Med letoma 1971 - 1974 je bil tudi mednarodni predsednik PEN-kluba. Leta 1972, ko je prejel tudi Nobelovo nagrado, in eno leto po izidu njegovega romana Skupinska slika z gospo (sl. Drago Grah 1973), je Böll poskrbel za notranjepolitični škandal, ko se je v enem izmed esejev za časnik Der Spiegel pod naslovom Želi Ulrike milost ali varen prehod? (nem. Will Ulrike Gnade oder freies Geleit?) ukvarjal z osebnostjo in razvojem teroristke Ulrike Meinhof. Naslov eseja je časnik Der Spiegel spremenil proti Böllovi volji, saj se je z imenonovanjem teroristke v samem naslovu vzpostavila med avtorjem in teroristko precejšnja domačnost, kar pa ni bil Böllov namen. Od takrat dalje je veljal v konzervativnih krogih za duhovnega simpatizerja terorizma, zaradi česar je Böll trpel. Nemški poslanec krščanske demokratske stranke Friedrich Vogel je takrat govoril o Böllih in Brücknerjih kot o intelektualnih pomagačih terorizma. Ker oblast ni izključevala možnosti, da bi si iskani člani teroristične organizacije pri Böllu lahko poiskali zatočišče, so 1. junija 1972 in preiskali njegovo hišo v Langenbroichu, vendar se je Böll pet dni kasneje zaradi tega pisno pritožil zveznemu ministru Hansu-Dietrichu Genscherju. Natančne okoliščine te akcije, še posebej število vključenih, so še danes nejasne. Medtem ko Böll zatrjuje, da je bilo v preiskavo vključenih 20 policistov, pa takratni vodja Helmut Conrads trdi nasprotno, in sicer da naj bi namreč le on in njegov sodelavec z oddelka za kriminalistiko, preiskala Böllovo hišo. Robert Spaemann, ki se je tistega dne nahajal v Böllovi hiši, pa zatrjuje, da je videl več težko oboroženih policistov. Leta 1974 je izšlo še do danes najbolj poznano delo Izgubljena čast Katharine Blum ali Kako nastane in kam lahko vodi nasilje (sl. Mira Miladinovič 1983), ki je doprineslo k debati o nasilju 1970-ih let in se kritično spopadlo z nemškim medijskim koncernom Axel Springer AG. Pripoved je bila prevedena v 30 jezikov, posnet je tudi film (režiser: Volker Schlöndorff) in samo v Nemčiji je bilo do leta 2007 prodanih skoraj šest milijonov izvodov. Knjigo so v konzervativnih krogih močno kritirali in jo – v popolnem nasprotju z njegovo osrednjo idejo - označili kot »upravičevanje terorističnega nasilja«. Med drugim je s temi besedami nastopil tudi kasnejši predsednik Zvezne republike Nemčjije, Karl Carstens. V naslednjih letih se je Heinrich Böll pretežno ukvarjal in kritično spopadal s političnimi problemi svoje domovine in drugih držav, kot na primer Poljske ali Sovjetske zveze. Tako sta bila na primer gosta v njegovem domu sovjetska disidenta Aleksander Solženicin in Lev Koepelev. V tem času pa se je ukvarjal tudi z večjimi konflikti v Južni Ameriki. Poizkušal je govoriti z ustreznimi političnimi strankami, na primer z Žensko delegacijo v Boliviji, da bi na mestu rešili probleme. V tem času je Heinrich Böll v Ekvadorju zaradi prevelikega uživanja tobaka zbolel na ožilju desne noge. Kasneje je bil v Nemčiji tudi operiran. Ob koncu 70-tih let je podpiral Ruperta Neudecka in njegovo angažiranost za vietnamske “boat people” (ljudje, ki so se v letih po koncu vietnamske vojne iz Vietnama na čolnih in ladjicah zatekli v sosednje države Jugovzhodne Azije, nato pa so se mnogi preselili v razvite države), kar je kasneje vodilo v nastanek Združenja nemških zdravnikov v sili (Komitee Cap Anamur / Deutsche Notärzte). Böll se je tudi kritično spopadal s katoliško cerkvijo in leta 1976 demonstrativno iz nje tudi izstopil. Böll je podpiral nasprotnike NATA, s t. i. mirovnimi gibanji in se leta 1983 udeležil protesta na raketni postaji Mulangen. Njegovo zadnje delo Ženske pred rečno pokrajino (sl. Stanko Jarc 1987) je nastalo in izšlo leta 1985. Ta roman, tako kot tudi roman Rastlinjak (nem. Das Treibhaus) Wolfganga Koeppena, nikakor ni literarni spomenik, ki bi poveličeval Zvezno republiko Nemčijo med letoma 1949 in 1989.

## Bolezen in smrt
V začetku julija leta 1985 so Bölla pripeljali na operacijo v bolnišnico v Kölnu. Po operaciji 15. julija se je hitro vrnil v svojo hišo v Langenbroichu, 16. julija zjutraj je tam tudi umrl. Tri dni pozneje je bil pokopan po katoliškem obredu v Mertu v bližini Kölna. Za to je poskrbela njegova družina, ki je prijateljevala z lokalnim duhovnikom. Širile so se govorice, da je Böll pred smrtjo zopet pristopil k cerkvi, kar pa seveda ni držalo. Na pogrebu je bilo prisotnih veliko njegovih prijateljev in pomembnih politikov, kot na primer takratni predsednik parlamenta Richard von Weizsäcker, kar kaže na enormno zanimanje za Bölla v tistih časih.

## Odlikovanja in častna priznanja
- 1951 Nagrada za literaturo Skupine 47 (nem. Gruppe 47) za delo Črne ovce (nem. Die Schwarze Schafe)
- 1953 Nemška nagrada za kritiko (nem. Deutscher Kritikpreis)
- 1958 Nagrada za kulturo Euarda von der Heydta (nem. Eduard von der Heydt-Kulturorpreis)
- 1967 Nagrada Georga-Büchnerja za celotno pisateljevanje (nem. Georg-Büchner-Preis)
- 1972 Nobelova nagrada za literaturo
- 1974 Medalja Carla-von-Ossietzkega (nem. Carl-von-Ossietzky-Medaille)
- 1982 Častni prebivalec mesta Köln
- Profesorski naziv dežele Nordhein-Westfalen
- 2010 Častni prebivalec mesta Bornheim

## Dela
- Mož z noži (nem. Der Mann mit den Messern, 1948)
- Vlak je bil točen (nem. Der Zug war pünktlich, 1949)
- Popotnik, prideš ti v Špa... (nem. Wanderer, kommst du nach Spa..., 1950)
- Črne ovce (nem. Die Schwarze Schafe, 1951)
- Kje si bil, Adam? (nem. Wo warst du, Adam?, 1951; sl. 1973)
- Ne samo za čas Božiča (nem. Nicht nur zur Weihnachtzeit, 1952)
- In ni rekel niti besede (nem. Und sagte kein einziges Wort, 1953; sl. 1978)
- Hiša brez varuhov (nem. Haus ohne Hüter, 1954; sl roman-Lj Cankarjeva založba 1978)
- Kruh zgodnjih let (nem. Das Brot der frühen Jahre, 1954)
- Irski dnevnik (nem. Irisches Tagebuch, 1957; sl. 1995)
- Zbrana molčanja doktorja Murkeja in ostale satire (nem. Doktor Murkes gesammeltes Schweigen und andere Satieren 1958)
- Biljard ob pol desetih (nem. Billard um halbzehn, 1959; sl. 1962)
- En požirek zemlje (nem. Ein Schluck Erde, 1961)
- Ko je izbruhnila vojna. Ko se je vojna končala. (nem. Als der Krieg ausbrach. Als der krieg zu Ende war., 1962)
- Klovnovi pogledi (nem. Ansichten eines Clowns, 1963: sl. 1966)
- Konec službene vožnje (nem. Ende einer Dienstfahrt, 1966; sl. 1968)
- Skupinska slika z gospo (nem. Gruppenbild mit Dame, 1971; sl. 1973)
- Izgubljena čast Katharine Blum ali Kako nastane in kam lahko vodi nasilje (nem. Die verlorene Ehre der Katharina Blum oder: Wie Gewalt entsteht und wohin sie führen kann, 1974; sl. kratka proza- Lj Mladinska knjiga 1983)
- Ti se pelješ prepogosto v Heidelberg in ostale pripovedi (nem. Du fährst zu oft nach Heidelberg und andere Erzählungen, 1979)
- Skrbno obleganje (nem. Fürsorgliche Belagerung, 1979)
- Kaj bo iz tega fanta? ali: Nekaj s knjigami. (nem. Was soll aus dem Jungen bloß werden? Oder: Irgendwas mit Büchern, 1981)
- Uporaba in ostale zgodnje pripovedi (nem. Die Verwendung und andere frühe Erzählungen, 1983)
- Ženske pred rečno pokrajino (nem. Frauen vor Flußlandschaft, 1985; sl. roman v dialogih in monologih-Mb Obzorja 1987)
- Angel je molčal (nem. Der Engel schwieg, 1992; sl. 1999) (Delo je izšlo po avtorjevi smrti)